# Chaiko Cai Feng
Chaiko Cai Feng (pseudoniem Chaiko) is een Chinese striptekenaar die in Shanghai zijn eigen animatiestudio leidt. In China publiceerde hij verschillende jeugdalbums. Love, fragments Shanghai was zijn eerste boek dat buiten China is gepubliceerd. De zelfcensuur van Chinese uitgevers zorgde ervoor dat het boek in China werd geweigerd, omdat het te volwassen en "onfatsoenlijk" zou zijn. In het Nederlandse taalgebied is Chaiko bekend van zijn illustraties in de Kroniek der onsterfelijken, een stripreeks naar de romans van Wolfgang Hohbein in samenwerking met Benjamin Von Eckartsberg, en meer recent Hercules Poirot - de misdaad van de Orient-Express, eveneens op een scenario Benjamin.